# Vlag van Leermens

De vlag van Leermens

De vlag van Leermens werd in 1985 door het Nederlandse dorp Leermens in gebruik genomen. De vlag is tot stand gekomen bij een ontwerpwedstrijd georganiseerd door het dorpsbelang. Het was de bedoeling dat de ingestuurde ontwerpen simpel zouden zijn qua design zodat de vlag na te maken viel met een naaimachine.

## Beschrijving
De beschrijving van de vlag is als volgt:
Drie horizontale banen blauw, geel en groen met hoogteverhouding 3:1:2, de middelste baan verbreed tot een regelmatige achthoek, waarbij de zijden gelijk zijn aan de hoogte van de middelste baan, geplaatst op een afstand gelijk aan de hoogte van de middelste baan, van de broekzijde.

## Symboliek
De vlag geeft het weidse Groningse landschap weer met de blauwe lucht boven een lage horizon, geel voor het rijpe graan en het koolzaad, groen voor de weiden. De achthoek staat voor de wierde en een simplificatie van het dorpssilhouet.
Bierum
· Boerakker-Lucaswolde
· Bourtange
· De Wilp
· Drieborg
· Eenum
· Farmsum
· Garrelsweer
· Hellum
· Jonkersvaart
· Kiel-Windeweer
· Leens
· Leermens
· Losdorp
· Marum
· Middelstum
· Noordlaren
· Nuis-Niebert
· Oldekerk, Faan en Niekerk
· Onstwedde
· Schildwolde
· Spijk
· Stedum
· Wehe-den Hoorn
· 't Zandt
· Zevenhuizen
· Zijldijk